# Rat für Bildung, Jugend, Kultur und Sport
Der Rat für Bildung, Jugend, Kultur und Sport (englisch Education, Youth and Culture Council, EYC) ist der Rat der Europäischen Union in der Zusammensetzung der für Bildung, Jugend, Kultur sowie Kommunikation zuständigen Minister der Mitgliedstaaten der Europäischen Union. Getagt wird jährlich drei bis viermal.
Rechtliche Grundlage der Mitwirkung der Europäischen Union in der Kulturpolitik ist Art. 167 AEU-Vertrag. Für die Bildungs-, Jugend- und Sportpolitik der EU setzt Art. 165 und Art. 166 AEUV den rechtlichen Rahmen für die Kompetenzen der Europäischen Union.
Unter konsequenter Berücksichtigung der Verantwortung der Mitgliedsstaaten zielt das Vorgehen der EU auf die Entwicklung einer qualitativ hohen schulischen und beruflichen Bildung sowie auf die Entfaltung der Kulturen der Mitgliedstaaten bzw. des kulturellen Austauschs zwischen den Mitgliedstaaten. Die EU-Politik in diesen Dossiers zielt zuvorderst auf die Koordinierung der Politik der Mitgliedstaaten, etwa den Austausch von Informationen und Erfahrungen.